# اوشي ايهريوم
اوشي ايهريوم (بالإنجليزية: Uche Iheruome)‏ (14 أبريل 1987 بلاغوس في نيجيريا - ) هو لاعب كرة قدم نيجيري في مركز الهجوم. لعب مع نادي إس إتش بي دا نانغ ونادي باختاكور طشقند ونادي تان كوانغ نين ونادي شاهين بوشهر ونادي فنتسبيلس ونادي مس كرمان وCan Tho FC ‏ وFC Shurtan ‏ وAn Giang FC ‏.